# 高橋応明
高橋 応明（たかはし まさはる）は、日本の工学者、千葉大学准教授、工学博士。専門分野は、アンテナ、環境電磁工学、人体と電磁波、RFID、無線通信。

## 人物
千葉県立船橋高等学校卒、東北大学工学部電気工学科卒(1989)、 東京工業大学大学院博士課程修了（1994）、日本学術振興会特別研究員(1993)、武蔵工業大学工学部電子通信工学科助手(1994)、同大講師（1996）、東京農工大学工学部電気電子工学科助教授(1996)、千葉大学フロンティアメディカル工学研究開発センター助教授(2004)を経て千葉大学フロンティアメディカル工学研究開発センター准教授。

## 著作
- Antennas and Propagation for Body-Centric Wireless Communications, Chapter4, pp.65-92, Artech House, Peter S. Hall and Yang Hao, ISBN 1-58053-493-7, Aug. 2006
- アンテナ工学ハンドブック 第2版, 電子情報通信学会編, 分担：無線ICタグ用アンテナ, pp.661-665, オーム社,  ISBN 978-4274205446, Jul. 2008
- RFID用アンテナ技術の基礎と応用設計事例 -電磁誘導方式アンテナとUHF帯アンテナ-, リアライズ理工センター,  ISBN 978-4-89808-106-8, Jul. 2010
- Satellite Communications, Chapter2, pp.33-58, INTECH Open Access Publisher,  ISBN 978-953-307-135-0, Sep. 2010
- 電子・通信工学18 電磁波工学入門, 数理工学社, ISBN 978-4-901683-83-8, Oct. 2011
- RFIDタグ用アンテナの設計, コロナ社, ISBN 978-4-339-00844-9, Oct. 2012
- Handbook of Biomedical Telemetry Wiley-IEEE Press, K. S. Nikita, ISBN 978-1-118-38861-7, Chapter 19, pp.549-571, Aug. 2014
- IoTシステムの極小アンテナ設計技術, 科学情報出版, 川上春夫，森下久，高橋応明, ISBN 978-4-904774-40-3, 1～3章, pp.1-70, Dec. 2015